# Eredivisie 2014-15
La Eredivisie 2014-15 fue la quincuagésima novena edición de la Eredivisie, la primera división de fútbol de los Países Bajos. Comenzó el 8 de agosto de 2014 y finalizó el 17 de mayo de 2015. El Ajax de Ámsterdam es el defensor del título al conquistar la Eredivisie la pasada temporada. El PSV Eindhoven fue el campeón de esta edición.

## Ascensos y descensos
| Pos. | Descendidos de la Eredivisie |
| ---- | ---------------------------- |
| 16.° | RKC Waalwijk (promoción)     |
| 17.º | NEC Nijmegen (promoción)     |
| 18.º | Roda JC Kerkrade             |

| Pos. | Ascendidos de la Eerste Divisie |
| ---- | ------------------------------- |
| 1.º  | Willem II Tilburg               |
| 2.º  | Dordrecht (promoción)           |
| 3.º  | Excelsior (promoción)           |

## Información de los equipos
| Club               | Ciudad     | Entrenador               | Estadio             | Capacidad |
| ------------------ | ---------- | ------------------------ | ------------------- | --------- |
| ADO Den Haag       | La Haya    | Henk Fräser              | Kyocera Stadion     | 15.000    |
| Ajax               | Ámsterdam  | Frank de Boer            | Amsterdam Arena     | 53.052    |
| AZ                 | Alkmaar    | John van den Brom        | AFAS Stadion        | 17.023    |
| Cambuur Leeuwarden | Leeuwarden | Henk de Jong             | Cambuur Stadion     | 10.250    |
| Dordrecht          | Dordrecht  | Jan Everse               | GN Bouw Stadion     | 4.088     |
| Excelsior          | Róterdam   | Marinus Dijkhuizen       | Stadion Woudestein  | 3.531     |
| Feyenoord          | Róterdam   | Giovanni van Bronckhorst | Stadion Feijenoord  | 51.177    |
| Go Ahead Eagles    | Deventer   | Dennis Demmers           | Adelaarshorst       | 8.000     |
| FC Groningen       | Groninga   | Erwin van de Looi        | Euroborg            | 22.550    |
| SC Heerenveen      | Heerenveen | Dwight Lodeweges         | Abe Lenstra Stadion | 26.100    |
| Heracles Almelo    | Almelo     | John Stegeman            | Polman Stadion      | 8.500     |
| NAC Breda          | Breda      | Robert Maaskant          | Rat Verlegh Stadion | 19.000    |
| PSV                | Eindhoven  | Phillip Cocu             | Philips Stadion     | 36.000    |
| FC Twente          | Enschede   | Alfred Schreuder         | De Grolsch Veste    | 30.205    |
| FC Utrecht         | Utrecht    | Rob Alflen               | Stadion Galgenwaard | 23.750    |
| Vitesse            | Arnhem     | Peter Bosz               | Gelredome           | 25.000    |
| Willem II          | Tilburgo   | Jurgen Streppel          | Willem II Stadion   | 14.637    |
| PEC Zwolle         | Zwolle     | Ron Jans                 | IJsseldelta Stadion | 12.500    |

## Tabla de posiciones
|           |    | Equipos                  | PJ | PG | PE | PP | GF | GC | Dif | Pts |
| --------- | -- | ------------------------ | -- | -- | -- | -- | -- | -- | --- | --- |
|           | 1  | PSV Eindhoven (C)        | 34 | 29 | 1  | 4  | 92 | 31 | +61 | 88  |
|           | 2  | Ajax                     | 34 | 21 | 8  | 5  | 69 | 29 | +40 | 71  |
|           | 3  | AZ Alkmaar               | 34 | 19 | 5  | 10 | 63 | 56 | +7  | 62  |
|           | 4  | Feyenoord                | 34 | 17 | 8  | 9  | 56 | 39 | +17 | 59  |
|           | 5  | Vitesse (G)              | 34 | 16 | 10 | 8  | 66 | 43 | +23 | 58  |
|           | 6  | PEC Zwolle               | 34 | 16 | 5  | 13 | 59 | 43 | +16 | 53  |
|           | 7  | Heerenveen               | 34 | 13 | 11 | 10 | 53 | 46 | +7  | 50  |
|           | 8  | Groningen CC             | 34 | 11 | 13 | 10 | 49 | 53 | -4  | 46  |
|           | 9  | Willem II                | 34 | 13 | 7  | 14 | 46 | 50 | -4  | 46  |
|           | 10 | Twente                   | 34 | 13 | 10 | 11 | 56 | 51 | +5  | 43* |
|           | 11 | Utrecht                  | 34 | 11 | 8  | 15 | 60 | 62 | -2  | 41  |
|           | 12 | Cambuur Leeuwarden       | 34 | 11 | 8  | 15 | 46 | 56 | -10 | 41  |
|           | 13 | ADO Den Haag             | 34 | 9  | 10 | 15 | 44 | 53 | -9  | 37  |
|           | 14 | Heracles Almelo          | 34 | 11 | 4  | 19 | 47 | 64 | -17 | 37  |
|           | 15 | Excelsior                | 34 | 6  | 14 | 14 | 47 | 63 | -16 | 32  |
| Descendió | 16 | NAC Breda (D)            | 34 | 6  | 10 | 18 | 36 | 68 | -32 | 28  |
| Descendió | 17 | Go Ahead Eagles (D) (FP) | 34 | 7  | 6  | 21 | 29 | 59 | -30 | 27  |
| Descendió | 18 | Dordrecht (D)            | 34 | 4  | 8  | 22 | 24 | 76 | -52 | 20  |

Nota: Orden de ubicación de los equipos: 1) Puntos; 2) Diferencia de gol; 3) Cantidad de goles anotados.

Nota: El FC Twente fue penalizado con 6 puntos por dificultades financieras.

|  | Clasificado para la Fase de grupos de la Liga de Campeones 2015-16.                            |
|  | Clasificado para la Tercera ronda previa de la Liga de Campeones 2015-16.                      |
|  | Clasificado para la Fase de grupos de la Liga Europea 2015-16 por ganar la KNVB Beker 2014-15. |
|  | Clasificado para la Tercera ronda previa de la Liga Europea 2015-16.                           |
|  | Play-offs para ingresar a la Tercera ronda previa de la Liga Europea 2015-16.                  |
|  | Play-offs de descenso.                                                                         |
|  | Descendido a la Eerste Divisie 2015-16.                                                        |

| (C) Campeón                                                                 |
| (CC) Campeón de la Copa de los Países Bajos 2014-15                         |
| (FP): Clasificado a la Liga Europea de la UEFA 2015-16 como plaza Fair Play |
| (D) Descendido                                                              |
| (G) Ganador de los play-offs                                                |

| Bandera de los Países Bajos      |
| Campeón PSV Eindhoven 22º título |

## Evolución de las posiciones
| Equipo / Jornada | 1  | 2  | 3  | 4  | 5  | 6  | 7  | 8  | 9  | 10 | 11 | 12 | 13 | 14 | 15 | 16 | 17 | 18 | 19 | 20 | 21 | 22 | 23 | 24 | 25 | 26 | 27 | 28 | 29 | 30 | 31 | 32 | 33 | 34 |
| Equipo / Jornada |    |    |    |    |    |    |    |    |    |    |    |    |    |    |    |    |    |    |    |    |    |    |    |    |    |    |    |    |    |    |    |    |    |    |
| ---------------- | -- | -- | -- | -- | -- | -- | -- | -- | -- | -- | -- | -- | -- | -- | -- | -- | -- | -- | -- | -- | -- | -- | -- | -- | -- | -- | -- | -- | -- | -- | -- | -- | -- | -- |
| PSV Eindhoven    | 3  | 1  | 1  | 1  | 1  | 1  | 1  | 1  | 1  | 1  | 1  | 1  | 1  | 1  | 1  | 1  | 1  | 1  | 1  | 1  | 1  | 1  | 1  | 1  | 1  | 1  | 1  | 1  | 1  | 1  | 1  | 1  | 1  | 1  |
| Ajax             | 1  | 2  | 3  | 7  | 5  | 2  | 2  | 2  | 2  | 2  | 2  | 2  | 2  | 2  | 2  | 2  | 2  | 2  | 2  | 2  | 2  | 2  | 2  | 2  | 2  | 2  | 2  | 2  | 2  | 2  | 2  | 2  | 2  | 2  |
| AZ Alkmaar       | 2  | 7  | 14 | 8  | 12 | 9  | 6  | 7  | 9  | 10 | 12 | 6  | 5  | 5  | 4  | 5  | 6  | 5  | 5  | 5  | 5  | 4  | 4  | 4  | 3  | 4  | 4  | 4  | 4  | 5  | 5  | 4  | 4  | 3  |
| Feyenoord        | 7  | 6  | 9  | 10 | 14 | 15 | 12 | 10 | 8  | 3  | 3  | 4  | 4  | 3  | 3  | 4  | 3  | 3  | 3  | 3  | 4  | 3  | 3  | 3  | 4  | 3  | 3  | 3  | 3  | 3  | 3  | 3  | 3  | 4  |
| Vitesse          | 17 | 14 | 17 | 17 | 17 | 17 | 13 | 11 | 7  | 7  | 11 | 11 | 12 | 11 | 11 | 12 | 10 | 12 | 12 | 10 | 9  | 8  | 7  | 7  | 5  | 6  | 5  | 5  | 5  | 4  | 4  | 5  | 5  | 5  |
| PEC Zwolle       | 4  | 4  | 2  | 3  | 2  | 3  | 3  | 3  | 4  | 4  | 6  | 5  | 7  | 6  | 5  | 3  | 4  | 4  | 4  | 4  | 3  | 5  | 5  | 5  | 6  | 5  | 6  | 7  | 6  | 7  | 7  | 7  | 6  | 6  |
| Heerenveen       | 13 | 12 | 8  | 5  | 4  | 4  | 4  | 6  | 6  | 5  | 8  | 7  | 10 | 12 | 12 | 9  | 11 | 8  | 7  | 7  | 7  | 6  | 6  | 6  | 7  | 7  | 7  | 6  | 7  | 6  | 6  | 6  | 7  | 7  |
| Groningen        | 5  | 3  | 4  | 2  | 6  | 10 | 8  | 9  | 11 | 11 | 7  | 10 | 8  | 7  | 7  | 8  | 8  | 9  | 9  | 8  | 8  | 10 | 11 | 11 | 11 | 8  | 11 | 11 | 10 | 10 | 8  | 8  | 8  | 8  |
| Willem II        | 15 | 17 | 12 | 16 | 11 | 8  | 10 | 8  | 12 | 9  | 9  | 12 | 9  | 8  | 9  | 10 | 12 | 10 | 10 | 11 | 11 | 9  | 10 | 9  | 10 | 12 | 10 | 8  | 9  | 8  | 10 | 10 | 9  | 9  |
| Twente           | 8  | 10 | 10 | 13 | 8  | 6  | 5  | 5  | 5  | 8  | 4  | 3  | 3  | 4  | 6  | 6  | 5  | 6  | 6  | 6  | 6  | 7  | 8  | 8  | 9  | 9  | 8  | 9  | 11 | 11 | 11 | 12 | 11 | 10 |
| Utrecht          | 16 | 9  | 5  | 9  | 10 | 7  | 9  | 12 | 10 | 13 | 10 | 9  | 11 | 10 | 10 | 11 | 9  | 11 | 11 | 12 | 12 | 13 | 12 | 12 | 12 | 11 | 12 | 12 | 12 | 13 | 12 | 11 | 12 | 11 |
| SC Cambuur       | 8  | 10 | 6  | 4  | 3  | 5  | 7  | 4  | 3  | 6  | 5  | 8  | 6  | 9  | 8  | 7  | 7  | 7  | 8  | 9  | 10 | 11 | 9  | 10 | 8  | 10 | 9  | 10 | 8  | 9  | 9  | 9  | 10 | 12 |
| ADO Den Haag     | 14 | 12 | 7  | 12 | 13 | 13 | 15 | 16 | 16 | 15 | 15 | 14 | 15 | 15 | 16 | 16 | 14 | 14 | 15 | 15 | 14 | 14 | 14 | 13 | 14 | 14 | 14 | 14 | 13 | 12 | 13 | 13 | 13 | 13 |
| Heracles Almelo  | 18 | 18 | 18 | 18 | 18 | 18 | 18 | 18 | 18 | 18 | 17 | 17 | 17 | 16 | 15 | 14 | 15 | 15 | 16 | 16 | 16 | 16 | 16 | 16 | 16 | 16 | 15 | 15 | 15 | 15 | 15 | 14 | 14 | 14 |
| Excelsior        | 8  | 5  | 11 | 6  | 9  | 11 | 11 | 13 | 14 | 12 | 13 | 13 | 13 | 14 | 14 | 13 | 13 | 13 | 13 | 13 | 13 | 12 | 13 | 14 | 13 | 13 | 13 | 13 | 14 | 14 | 14 | 15 | 15 | 15 |
| NAC Breda        | 8  | 15 | 15 | 11 | 7  | 12 | 14 | 15 | 15 | 16 | 16 | 16 | 16 | 17 | 17 | 17 | 17 | 17 | 17 | 17 | 17 | 17 | 17 | 17 | 17 | 17 | 17 | 16 | 16 | 16 | 16 | 16 | 16 | 16 |
| Go Ahead Eagles  | 12 | 16 | 16 | 14 | 15 | 14 | 16 | 14 | 13 | 14 | 14 | 15 | 14 | 13 | 13 | 15 | 16 | 16 | 14 | 14 | 15 | 15 | 15 | 15 | 15 | 15 | 16 | 17 | 17 | 17 | 17 | 17 | 17 | 17 |
| FC Dordrecht     | 6  | 8  | 9  | 15 | 16 | 16 | 17 | 17 | 17 | 17 | 18 | 18 | 18 | 18 | 18 | 18 | 18 | 18 | 18 | 18 | 18 | 18 | 18 | 18 | 18 | 18 | 18 | 18 | 18 | 18 | 18 | 18 | 18 | 18 |

## Estadísticas
| Memphis Depay                            | PSV Eindhoven | 22 | 30 | 0.73 |
| Luuk de Jong                             | PSV Eindhoven | 20 | 32 | 0.63 |
| Michael de Leeuw                         | Groningen     | 17 | 28 | 0.61 |
| Michiel Kramer                           | ADO Den Haag  | 17 | 32 | 0.53 |
| Mark Uth                                 | Heerenveen    | 15 | 32 | 0.47 |
| Tjaronn Chery                            | Groningen     | 15 | 34 | 0.44 |
| Georginio Wijnaldum                      | PSV Eindhoven | 14 | 33 | 0.42 |
| Adnane Tighadouini                       | NAC Breda     | 14 | 33 | 0.42 |
| Última actualización: 17 de mayo de 2015 |               |    |    |      |

| Hakim Ziyech                             | FC Twente     | 16 | 31 | 0.52 |
| Jetro Willems                            | PSV Eindhoven | 13 | 30 | 0.43 |
| Luuk de Jong                             | PSV Eindhoven | 10 | 32 | 0.31 |
| Luciano Narsingh                         | PSV Eindhoven | 10 | 32 | 0.31 |
| Mark Uth                                 | Heerenveen    | 10 | 32 | 0.31 |
| Lasse Schöne                             | Ajax          | 9  | 29 | 0.31 |
| Davy Klaassen                            | Ajax          | 9  | 30 | 0.3  |
| Roland Alberg                            | ADO Den Haag  | 9  | 32 | 0.28 |
| Última actualización: 17 de mayo de 2015 |               |    |    |      |